# Kpaouya
Kpaouya est l'un des villages/quartiers de l'arrondissement de Bougou, dans la commune de Djougou au Bénin.

## Démographie
Selon le recensement de la population de 2013 conduit par l'Institut national de la statistique et de l'analyse économique (INSAE), Kpaouya compte 1 003 habitants.

## Langues
Koura, français.

## Éducation
Kpaouya dispose d'un complexe scolaire publique, l'EPP Kpaouya.